# Večer

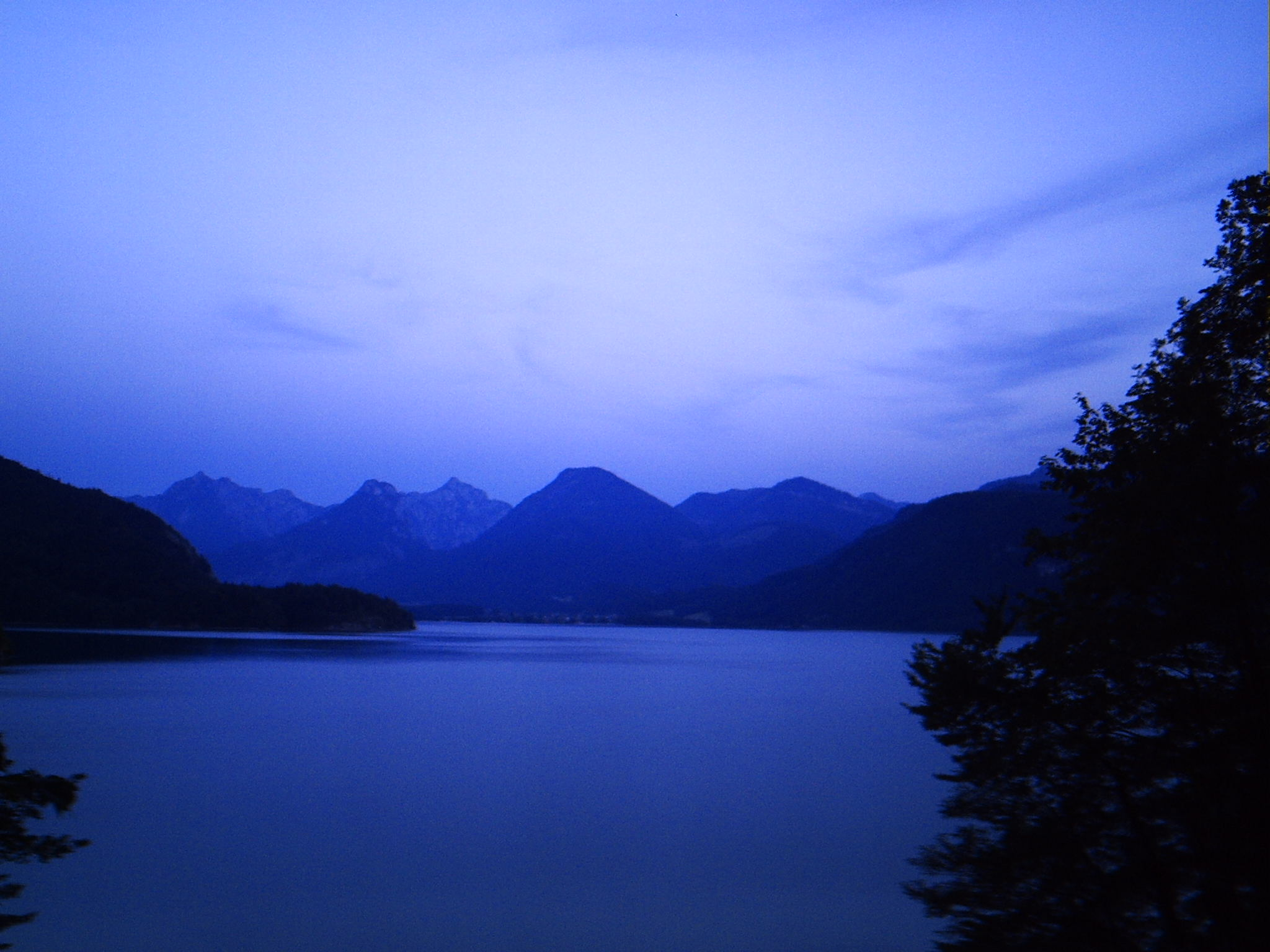
Večer

Večer je část dne, během které postupně ubývá denní světlo. Leží mezi pozdním odpolednem a nocí. Během večera se obvykle podává večeře. Večer je subjektivní pojem a obvykle začíná těsně před nebo po setmění a končí s příchodem tmy, kdy začíná noc.

## Co se děje večer
- podává se večeře
- některé květiny v tuto dobu zavírají své květy
- vychází večerník – noviny, které se tisknou pozdě odpoledne a čtenářům přináší nejnovější zprávy dne
- malé děti jdou spát, v televizi a v rozhlase jsou pro ně vysílány pohádky na dobrou noc (např. Večerníček nebo Hajaja)

## Přísloví
- Ráno moudřejší večera
- Nechval dne před večerem